# Shibal Ibrahim
Shibal Ibrahim (ou Shappal Ibrahim, en arabe : شبال إبراهيم ) est un militant des droits de la minorité kurde à Qamishly, né vers 1977 en Syrie. Il est membre de l'Union des jeunes Kurdes de Syrie, groupe qui organise des manifestations pacifique appelant à des réformes dans des zones à majorité kurde.
Le 22 septembre 2011, Ibrahim est arrêté au domicile de sa famille, dans la ville de Kameshli, par des agents de sécurité en civil et est détenu au secret depuis lors. Sa famille affirme que des marques sur son corps indiquent qu'il a été torturé pendant sa détention.
En janvier 2012, Amnesty International le désigne prisonnier d'opinion « détenu uniquement en raison de ses activités militantes », demande sa libération immédiate et  lance une campagne de rédaction de lettres en son nom, et exprime des inquiétudes par rapport à son état de santé, car il est atteint d'une maladie hépatique. Son arrestation est également contestée par les Comités pour la défense des libertés et des droits de l'homme en Syrie et par Reporters sans frontières.
Shibal Ibrahim est libéré en mai 2013, après 20 mois sans nouvelle pour sa famille. Au cours de sa détention, il a été détenu à divers endroits, notamment à la branche du renseignement de l'armée de l'air à Qamishli, à la branche du renseignement de l'armée de l'air dans le district d'al-Mezzeh à Damas et enfin à la tristement célèbre prison de Saydnaya. Il témoigne avoir été victime de tortures physiques jusqu'à l'évanouissement, de mauvais traitements, insultes et humiliations constantes sur le plan psychologique durant sa détention.
Réfugié en Allemagne, il porte plainte, avec douze autres Syriens réfugiés pour les tortures subies en détention et pour  crime contre l'humanité, avec le soutien de l'ONG ECCHR (European Center for Constitutional and Human rights,.